# 福島県特別支援学校一覧
福島県特別支援学校一覧（ふくしまけんとくべつしえんがっこういちらん）は、福島県の特別支援学校の一覧。

## 国立特別支援学校
- 福島大学附属特別支援学校

## 特別支援学校（知的障害、肢体不自由、病弱教育）

### 福島市
- 福島県立大笹生支援学校
- 福島市立ふくしま支援学校
- 福島県立須賀川支援学校医大校

### 会津若松市
- 福島県立会津支援学校
- 福島県立会津支援学校竹田校

### 郡山市
- 福島県立郡山支援学校
- 福島県立あぶくま支援学校
- 福島県立須賀川支援学校郡山校

### いわき市
- 福島県立平支援学校
- 福島県立いわき支援学校
- 福島県立いわき支援学校くぼた校

### 須賀川市
- 福島県立須賀川支援学校

### 南相馬市
- 福島県立相馬支援学校

### 田村市
- 福島県立たむら支援学校

### 伊達市
- 福島県立だて支援学校

### 本宮市
- 福島県立あだち支援学校

### 猪苗代町
- 福島県立猪苗代支援学校

### 西郷村
- 福島県立西郷支援学校

### 石川町
- 福島県立石川支援学校

### 玉川村
- 福島県立石川支援学校たまかわ校

### 双葉町
- 福島県立ふたば支援学校

## 特別支援学校（視覚障害）

### 福島市
- 福島県立視覚支援学校

## 特別支援学校（聴覚障害）

### 郡山市
- 福島県立聴覚支援学校
  - 福島県立聴覚支援学校福島校（福島市）
  - 福島県立聴覚支援学校会津校（会津若松市）
  - 福島県立聴覚支援学校平校（いわき市）

## リンク
- 福島県教育委員会